# Lo staffato
Lo staffato est une peinture à l'huile sur toile de Giovanni Fattori, réalisée vers 1880 et conservée à la galerie d'Art moderne de Florence du Palais Pitti, à Florence.

## Description
Le tableau représente avec brutalité et cruauté un cavalier qui meurt tragiquement d'une chute de cheval dans la fleur de l'âge. L'animal, peut-être effrayé par quelque chose d'extérieur - vraisemblablement un coup de feu - s'est lancé dans un galop furieux, entraînant avec lui le jeune homme qui s'est coincé le pied dans l'étrier ; à en juger par son uniforme et les traces de sang laissées sur le sol, on peut supposer qu'il s'agit d'un soldat qui vient d'être tué par un coup de feu.
Le tableau peut être divisé en deux bandes horizontales : la terre et le ciel sans le soleil. Les seuls indices de profondeur sont fournis par les glissières de sécurité au bord de la route, les éraflures laissées par des roues sur le sol et un nuage sombre légèrement flou. La tragédie se déroule dans le silence d'une nature solitaire, stérile et pour cette raison même indifférente : lorsque le cheval aura disparu de la scène, il ne subsistera aucun souvenir de ce qui s'est passé, sauf les traces de sang mêlées aux pierres le long du chemin. Il s’agit d’un épisode universellement tragique, à tel point que la reine Marguerite de Savoie a déclaré : « C’est tellement déchirant que personne ne pourra supporter de le voir dans un salon ».
Le tableau a été peint vers 1880 ; c'est une peinture à l'huile sur toile.

## Interprétation
Compte tenu de la période à laquelle il a été exécuté et du militantisme de Fattori lors des guerres pour l'unification de l'Italie, le tableau peut être lu comme une allégorie de la fin du Risorgimento et des guerres « héroïques » qui l'ont caractérisé. La mort n'est plus représentée héroïquement au milieu d'une bataille ni comme visant un idéal, mais dans la froideur d'un jour gris et solitaire, sans points de repère ; même le cheval semble se précipiter droit devant lui dans le virage, comme pour dire que l'avenir n'est pas aussi certain et sûr que les patriotes l'avaient imaginé. Le paysage, désolé et nu, semble souligner l’indifférence de la nature envers les événements humains.
Beatrice Avanzi  compare le travail de Fattori à celui des impressionnistes.